# За завесой секретности
«За завесой секретности» (англ. Hidden Agenda, альтернативные переводы — «Тайный план», «Тайные сведения») — кинофильм режиссёра Кена Лоуча, вышедший на экраны в 1990 году. Лента получила Приз жюри и Приз экуменического жюри на Каннском кинофестивале, принимала участие в конкурсной программе Чикагского кинофестиваля и была номинирована на премию «Гойя» за лучший европейский фильм.

## Сюжет
Действие происходит в Северной Ирландии в условиях политической напряжённости. Пол Салливан и Ингрид Джесснер — американские правозащитники, изучающие случаи нарушения гражданских прав и свобод в Белфасте. После завершения своей работы и подготовки отчёта они собираются возвращаться на родину, однако в это время в руки Пола попадает секретная плёнка, записанная бывшим сотрудником британских спецслужб Харрисом. На следующее утро Салливан отправляется на встречу с Харрисом, однако по дороге его убивают. Поскольку в деле фигурирует гражданин другого государства, для расследования обстоятельств преступления из Лондона присылают опытного инспектора Керригана. Тот сразу же понимает, что представители полиции и властей отнюдь не горят желанием помочь ему узнать правду.

## В ролях
- Фрэнсис Макдорманд — Ингрид Джесснер
- Брайан Кокс — Керриган
- Брэд Дуриф — Пол Салливан
- Май Сеттерлинг — Моа
- Джон Бенфилд — Максвелл
- Мишель Фэйрли — Тереза Дойл
- Морис Роэвз — капитан Харрис
- Джим Нортон — Броуди
- Патрик Каванаг — Алек Невин